# Ali Mardan Khan
 (mars 2025).
 Ali Mardan Khan  était un noble perse d’origine kurde qui devint par la suite gouverneur du Cachemire et du Pendjab sous l’empereur moghol Shah Jahan.

## Postérité
Son tombeau se trouve à Lahore.